# Linden-Limmer

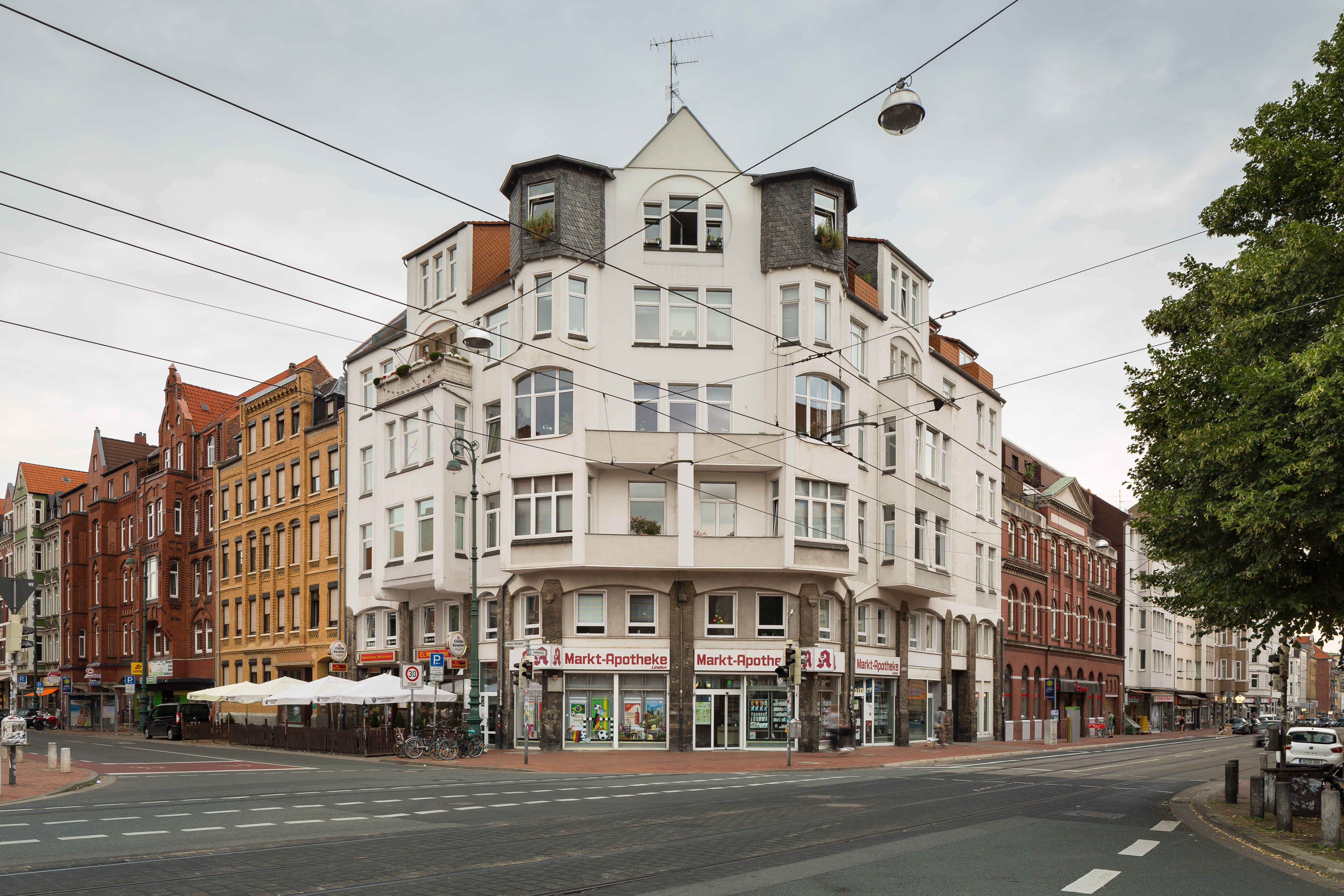
O prédio onde Hannah Arendt nasceu, em Lindener Marktplatz.

Linden-Limmer é um bairro de Hanover, Baixa Saxônia, Alemanha. Consiste nos distritos de Linden-Mitte, -Nord e -Süd e foi uma aldeia (no Brasil, vila) independente até 1866, quando foi incorporada à cidade de Hanôver, tendo sido até então a maior aglomeração urbana com status de aldeia do Reino da Prússia. Dispôe-se à oeste dos rios Leine e Ihme, e é hoje caracterizado por ter um cenário gastronômico diversificado e grande quantidade de estudantes e residentes com origem migratória, bem como por seu apelo cultural e político proeminentes. O engajamento cívico é pronunciado, as atividades culturais (como o Festival do Ferryman) têm um apelo em toda a cidade. O “Lindener Butjer”, figura regional inspirada nas crianças brincalhonas do início do século XX, é uma expressão cultural local. O bairro também é conhecido por ter sido a vizinhança onde nasceu Hannah Arendt.

## Evolução da população

O gráfico mostra a evolução da população no distrito de Linden-Limmer desde 1 de janeiro de 2005.

## História e sítios conhecidos

### Fundação e Idade Média
Linden surgiu em torno de um tribunal de conde por volta de 1100 na encosta norte de um morro chamado Lindener Berg, desenvolvendo-se gradualmente à margem sul do rio Leine e da cidade de Hannover. Foi mencionada pela primeira vez em uma escritura de doação, ainda na Idade Média entre 1115 e 1119. Por volta de 1130, os Condes de Roden eram senhores da corte e, a partir do século XIII, os Condes de Alten eram os maiores proprietários da área. Em 1285 é mencionada pela primeira vez a igreja de São Martinho, que foi incorporada ao mosteiro de Marienwerder [de] em 1328. A igreja foi reconstruída em 1957 após ser destruída na Segunda Guerra Mundial. Nas proximidades de Linden havia fazendas feudais, primeiro dos Condes de Roden, depois dos Guelfos.

### Séculos XVII e XVIII, Am Küchengarten e von Alten Garten
Em 1652, o duque Georg Wilhelm tinha um jardim e uma horta em Linden para abastecer sua fazenda com frutas e vegetais. Ele manteve este local com esta função até o final do Reino de Hanover em 1866. Depois disso, um pátio de carga e edifícios residenciais foram construídos em seu lugar (estava localizado na área entre as atuais ruas Fössestraße, Dieckbornstraße e Davenstedter Straße). Hoje, apenas a praça Am Küchengarten, no que hoje é o distrito de Linden-Mitte, é um lembrete de seu uso anterior.
Em 1688, o conde Franz-Ernst von Platen adquiriu a propriedade da família von Alten. Compreendia cerca de 56 hectares de terra, direitos de caça, jurisdição, vários dízimos, o Lindener Schäferhof, bem como terras e permissões no Lindener Glocksee, Neustadt e Aegidienmasch. Depois de comprar pátios adicionais, von Platen mandou construir o Jardim Von Alten de 7 hectares como um jardim barroco, que foi posteriormente cercado por um muro em 1718. Em 1700, o Conde von Platen adquiriu mais 20 hectares de terreno e mandou construir uma nova rua, a Leineweberstraße, com 30 casas para a guilda dos tecelões. Ele também tinha uma ferraria, uma cervejaria, uma destilaria de conhaque, uma destilaria de cal e uma instalação de branqueamento de cera montada com mestres e jornaleiros da Itália. O conde também realizava cultos especialmente para seus servos em uma capela construída na propriedade. Em 1796, uma escola para Neu-Linden foi fundada em uma casa na Weberstrasse.

### Século XIX, crescimento populacional e industrialização
Enquanto Linden se tornou um local de residência para as vilas suburbanas de famílias ricas de Hanover no primeiro quarto do século XIX, o negócio se expandiu em particular por meio das empresas de Georg Egestorff. Até 1845, todos os funcionários contratados estavam alojados na área da antiga Linden. Muitos edifícios, como estábulos e extensões, foram convertidos em espaços habitacionais para acomodá-los. Então começou sob a comissão de construção e estrada sob a direção de Georg Ludwig Friedrich Laves, um desenvolvimento planejado de Linden-Süd e Linden-Nord.
O desenvolvimento na área da atual Linden-Süd começou por volta de 1845, depois que a construção de locomotivas foi adicionada à linha de produtos da fábrica Egestorff (posteriormente Hanomag). O atual distrito de Linden-Nord, localizado ao norte da antiga vila de Linden, foi construído a partir de 1853 na “Nedderfeld” (“Nedderfeldstrasse”). Uma das primeiras ruas foi Fannystraße, construída em 1854, e a "colônia de trabalhadores em Fannystraße" estava localizada ao lado dela em um terreno de propriedade de Adolph Meyer, onde viviam os funcionários da tecelagem mecânica. Este assentamento entre Mathildenstraße e Fortunastraße foi demolido em 1965, dando lugar a dois modernos blocos de apartamentos, apelidados pelos locais de "Toblerone", por suas linhas triangulares e semelhança com a forma do famoso chocolate.